# Ирен Хараламбиду
Ирен Хараламбиду (на гръцки: ΕιρήΝη ΧΑραλαμπίΔου) е кипърска журналистка, писателка, телевизионна водеща и политик. През 2011 г. е избрана за депутат от Прогресивната партия на трудовия народ в Камарата на представителите на Кипър (от избирателен район Никозия), преизбрана през 2016 г.

## Биография
Родена е на 19 март 1964 г. в град Лимасол, Република Кипър. От 1974 г. живее в Никозия. Учи журналистика в Средиземноморския колеж в Атина (Гърция), а по-късно психология в Никозийския университет.
Преди избирането си за депутат е работила като журналист за вестниците Ο Αγών и Ελευθεροτυπία. Сътрудничи си с вестник Κήρυκας. Била е директор на отдела за връзки с обществеността на туристическата организация Λούης.
От 1987 до 1994 г. работи в ΡΙΚ (Ραδιοφωνικό Ίδρυμα Κύπρου). Била е водеща на популярното развлекателно шоу Ευχάριστο Σαββατόβραδο. В периода от 1994 до 1996 г. работи в канал Λόγος, а от 1998 до 2001 г. в ANT1 Кипър. От 2002 до 2011 г. тя отново работи в ΡΙΚ. От септември 2004 г. до февруари 2011 г. отговаря за проучването, журналистическата редакция и представянето на популярното предаване Το Συζητάμε.
Тя е авторка на книгите Όσα Συζητήσαμε (2007) и Οι Λευκές Σελίδες του Κυπριακού (2011).
Омъжва се за Андрос Папапавлу, от когото има двама сина.

## Политическа дейност
На парламентарните избори през 2011 г. е избрана за депутат от Прогресивната партия на трудовия народ в Камарата на представителите на Кипър (от избирателен район Никозия). На парламентарните избори през 2016 г. е преизбрана за депутат.
Като депутат тя е заместник-председател на парламентарната комисия за мониторинг на плановете за развитие и контрол на публичните разходи и член на парламентарната комисия по правата на човека и равните възможности на мъжете и жените, парламентарната комисия по институциите, ценностите и комисар по администрацията и парламентарната комисия по здравеопазване.
На парламентарните избори през 2021 г. тя отново е преизбрана за депутат.
На 6 юли 2021 г. е избрана за заместник-председател на Парламентарната асамблея на Организацията за сигурност и сътрудничество в Европа, позиция, заета за първи път от кипърски депутат. Тя е преизбрана на същата позиция на 6 юли 2022 г.